# الهيئة الوطنية لإدارة الكوارث (أفغانستان)
الهيئة الوطنية لإدارة الكوارث في أفغانستان، وتسمى أيضًا وزارة إدارة الكوارث، هي وزارة حكوميَّة في أفغانستان. تأسست الوزارة في 16 فبراير 1973 باسم إدارة الاستعداد للكوارث.
الوزير المسؤول حاليا هو محمد عباس أخوند، منذ استلامه المنصب في 23 نوفمبر 2021، وهو أول وزير لهذه الحقيبة الوزاريَّة منذ تشكيل إمارة أفغانستان الإسلاميَّة وحكومتها.

## روابط خارجية
- الموقع الرسمي – إنجليزي